# 弹裂碎米荠
弹裂碎米荠（学名：Cardamine impatiens），又稱水花菜、四川碎米荠、钝齿四川碎米荠，为十字花科碎米荠属的植物。分布在朝鲜、俄罗斯、欧洲、日本以及中国大陆的江苏、陕西、吉林、西藏、四川、安徽、新疆、河南、浙江、辽宁、山西、湖北、贵州、山东、云南、江西、甘肃、广西等地，生长于海拔150米至3,500米的地区，常生长在水边、沟谷、路旁、山坡和阴湿处。